# Frauenfilm

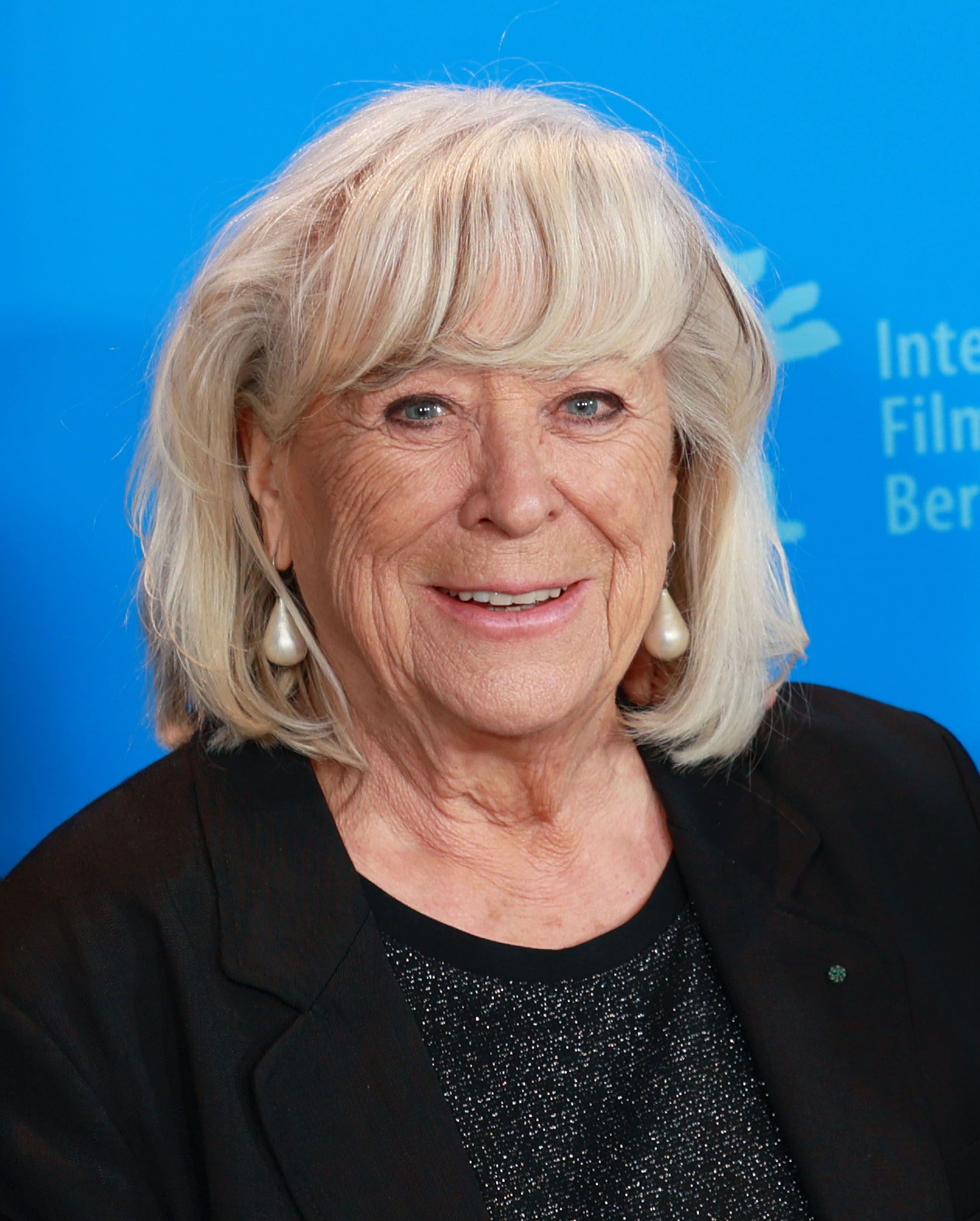
Margarethe von Trotta à la Berlinale 2023.

Doris Dörrie en 1991.

Monika Treut en 2009.

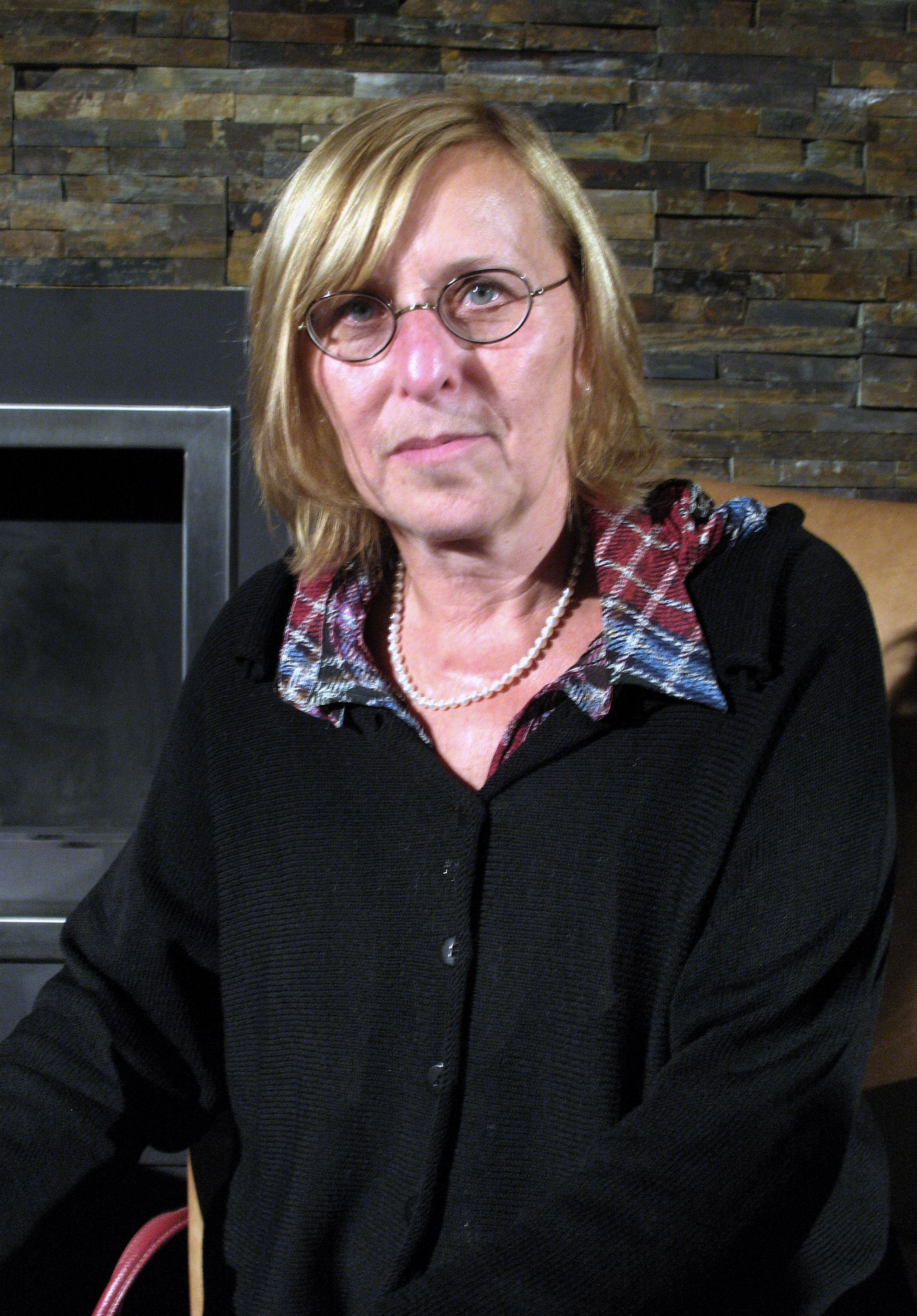
Evelyn Schmidt en 2009.

Un Frauenfilm (litt. « film de femmes » en allemand) est un courant cinématographique du cinéma allemand des années 1970 et 1980 dont les films prennent généralement les femmes comme protagonistes dans un but d'émancipation et mettent en avant leurs points de vue et problématiques spécifiques.
À partir du milieu des années 1970, le Frauenfilm a été marqué par des réalisatrices comme Margarethe von Trotta et Helma Sanders-Brahms en Allemagne de l'Ouest et par Evelyn Schmidt et Iris Gusner en Allemagne de l'Est. Il s'adresse principalement à un public féminin.

## Historique
Jusque dans les années 1960, l'image des femmes au cinéma allemand était souvent déterminée par des stéréotypes issus d'imaginaires masculins. Les actrices répondaient aux attentes unidimensionnelles imposées à leurs personnages, par exemple dans le rôle de la mère ou de la femme fatale. Les films dans lesquels les femmes étaient au centre étaient principalement des mélodrames, qui étaient déterminés par le sacrifice et le renoncement féminins. Les descriptions réalistes de la vie quotidienne féminine, telles que dans le film suédois Norrtullsligan (sv) (1923), restaient l'exception.
Dans le sillage de la deuxième vague féministe, les réalisatrices de Frauenfilm ont tenté de rompre avec cette unidimensionnalité et de mettre en avant la conscience de soi féminine, créatrice d'identité. Elles traitent souvent de sujets spécifiques aux femmes, comme la violence conjugale ou l'avortement, mais aussi de thèmes plus universels comme la guerre, la politique ou la vie professionnelle dans une perspective spécifiquement féminine. Un environnement culturel s'est créé autour des Frauenfilme, avec des revues cinématographiques à caractère féministe et des festivals de cinéma.

### Margarethe von Trotta
La participation de Margarethe von Trotta au film de Volker Schlöndorff L'Honneur perdu de Katharina Blum (d'après le roman éponyme de Heinrich Böll) en 1975, dans lequel une jeune femme est détruite par la presse à sensation et la violence d'État, est considérée comme le point de départ du Frauenfilm au sens strict. Suivirent, sous la direction de von Trotta, Le Second Éveil de Christa Klages (1978), dans lequel une institutrice de maternelle se transforme en braqueuse de banque pour sauver son magasin pour enfants, et Les Sœurs (1979), sur un conflit entre sœurs qui se termine par un meurtre. Les Années de plomb (1981) aborde également l'histoire de deux sœurs inégales, dans ce cas sur fond de terrorisme en Allemagne. L'Amie (1983) traite de l'amitié de deux femmes qui s'émancipent de leurs maris et présente, avec ses actrices principales Hanna Schygulla et Angela Winkler, deux icônes du cinéma féminin.

### Autres réalisatrices de Frauenfilm en Allemagne de l'Ouest
Ula Stöckl a contribué au mouvement du cinéma féminin avec ses films Neun Leben hat die Katze (1968), Erikas Leidenschaften (1976), Eine Frau mit Verantwortung (1978) et Der Schlaf der Vernunft (1984). Helma Sanders-Brahms a tourné Sous les pavés, la plage (1975), Shirins Hochzeit (de) (1975), Allemagne, mère blafarde (1980) et La Fille offerte (1981). Parmi les autres réalisatrices, citons Helke Sander avec Eine Prämie für Irene (1971) et Der Beginn aller Schrecken ist Liebe (1980), Cristina Perincioli (de) avec Für Frauen - 1. Kapitel (1971), Jutta Brückner (de) avec Hungerjahre (de) (1979), Monika Treut avec Die Jungfrauenmaschine (1988) et Doris Dörrie avec Ein ganz und gar verwahrlostes Mädchen (1977), En plein cœur (1983) et Im Innnern des Wals (1984).
Le mouvement du Frauenfilm, principalement situé en République fédérale d'Allemagne, a été également représenté au niveau international par la Néerlandaise Marleen Gorris par les films Die Stille um Christine M. (1981) et Die gekaufte Frau (1984) ou la Suissesse Isa Hesse-Rabinovitch (de).

### Le Frauenfilm en Allemagne de l'Est
En RDA, le Frauenfilm a connu son apogée au début des années 1980. Après les premiers films sur des femmes de la Deutsche Film AG, dont Le Troisième (1972), La Légende de Paul et Paula (1973) et Sabine Wulff (1978), c'est surtout Solo Sunny (1980) de Konrad Wolf qui « met en évidence des lignes de fronts et des points de contradictions pesantes... qui restent habituellement dissimulés ». Au début des années 1980, on voit apparaître de plus en plus de réalisatrices qui montrent dans leurs films des personnages féminins qui s'émancipent et se heurtent souvent aux limites imposées de la société. Parmi les exemples de films dans lesquels « le thème de la découverte de soi et de l'émancipation de la femme dans la société du socialisme réellement existant apparaît de manière assez crue », on peut citer Seitensprung (de) (1979) et Das Fahrrad (1981) d'Evelyn Schmidt ainsi que Kaskade rückwärts (de) (1984) d'Iris Gusner. Ils ont donné lieu à des débats souvent houleux et à des critiques assassines. Sur le plan politique également, le thème de l'égalité hommes-femmes abordé dans le film devint un sujet irritant, car les femmes dans les films « s'opposaient à la pensée traditionnelle, à l'indifférence et au repli sur la sphère privée » et montraient ainsi la stagnation du système de la RDA lui-même. Du côté officiel, le problème de l'égalité entre hommes et femmes était en outre considéré comme résolu.
Les Frauenfilme de la fin des années 1980 incluent Die Alleinseglerin (1987) de Herrmann Zschoche, Liane (1987) d'Erwin Stranka et Ich liebe dich – April! April! (de) d'Iris Gusner, Dach überm Kopf (1980) d'Ulrich Thein (de), Bürgschaft für ein Jahr (1981) de Herrmann Zschoche, l'adaptation cinématographique du roman Franziska Linkerhand, Unser kurzes Leben (1981) et L'Inquiétude (1982) de Lothar Warneke.